# Nhà thờ Dòng Chúa Cứu Thế Sài Gòn
Nhà thờ Dòng Chúa Cứu Thế Sài Gòn, còn được gọi là Đền Đức Mẹ Hằng Cứu Giúp hay Nhà thờ Kỳ Đồng, là một nhà thờ công giáo thuộc Giáo xứ Đức Mẹ Hằng Cứu Giúp. Nhà thờ hiện tọa lạc tại số 38, Kỳ Đồng, phường Nhiêu Lộc, TP.HCM.

## Lịch sử
Trong năm 1925, Dòng Chúa Cứu Thế đã chính thức đặt chân tới Việt Nam và lập nhà xứ tại Sài Gòn vào năm 1933. Khi đó, việc rao giảng Tin Mừng cho người nghèo khó và quảng bá lòng sùng kính Đức Mẹ Hằng Cứu Giúp đã trở thành một chủ trương nổi bật của Dòng này. Bên cạnh đó, các tuần đại phúc cũng được tổ chức thường xuyên để cầu nguyện và tôn vinh Thiên Chúa.
Tuy nhiên, với sự gia tăng của lượng khách hành hương đến thờ cúng và Nhà Thờ ngày một đông đúc hơn, các linh mục đã quyết định xây dựng một ngôi Nhà Thờ mới rộng rãi và khang trang hơn. Mục đích là để đón tiếp được các khách hành hương đến thăm và tôn vinh Đức Mẹ Hằng Cứu Giúp.

Sau nhiều năm lên kế hoạch và chuẩn bị, ngôi Nhà Thờ này đã được khởi công vào năm 1949 và hoàn thành vào ngày 3 tháng 8 năm 1952. Điều đặc biệt của ngôi Nhà Thờ này là bản bia đá nhỏ ở cuối nhà thờ, có đề chữ: 
DCCD TABERNACULUM DEI CUM HOMINIBUS 3.8.A.D.1952 có nghĩa là ĐÂY LÀ NHÀ TẠM CỦA THIÊN CHÚA Ở CÙNG NHÂN LOẠI NGÀY 03 THÁNG 8 NĂM CHÚA GIÁNG SINH 1952.
Linh mục Beliemare (1946 – 1953) là người đã đứng đầu khởi công và khánh thành ngôi Nhà Thờ này. Giai đoạn này, chi phí cho việc xây dựng Nhà Thờ là 5.000.000 (năm triệu) đồng bạc Đông Dương. Một số năm sau này, vào năm 1963, Đền Đức Mẹ Hằng Cứu Giúp được đổi trở thành Nhà Thờ chính thức của Giáo xứ Đức Mẹ Hằng Cứu Giúp.
Tổng quát lại, ngôi Nhà Thờ này là một kỳ quan tôn giáo độc đáo và đáng tự hào của Việt Nam. Nó được xây dựng với tâm huyết và lòng kính trọng Thiên Chúa cùng với sự giúp đỡ từ các tín đồ, mục sư và quan tâm từ cộng đồng. Với lịch sử hơn nửa thế kỷ, Giáo xứ Đức Mẹ Hằng Cứu Giúp không chỉ trở thành nơi tôn giáo quan trọng mà còn là một điểm đến hấp dẫn cho những ai muốn tìm hiểu và khám phá Công giáo Việt Nam.

## Phong cách và kiến trúc
Nhà thờ Đức Mẹ Hằng Cứu Giúp, dù được xây dựng trong thời kỳ thuộc địa, không theo phong cách cổ điển quen thuộc mà lại đầy sự đột phá với hình thức cách tân và nét đơn giản, hài hòa. Thiết kế của công trình tập trung vào những mảng khối hình học, chủ yếu là tam giác và vòm cửa tròn, với những đường nét trơn tru, không kén chọn những họa tiết phức tạp.
Mặc dù trang trí đơn giản, nhưng sự tinh tế và sắc sảo trong từng chi tiết đã làm nên sức hấp dẫn của Nhà thờ. Tâm điểm của công trình là tượng Đức Mẹ Hằng Cứu Giúp đặt trên hai vòm cửa chính, với ánh sáng tràn ngập linh thiêng và không gian bên trong Thánh đường rộng lớn, không bị cột trụ nặng nề cản đường nhìn.

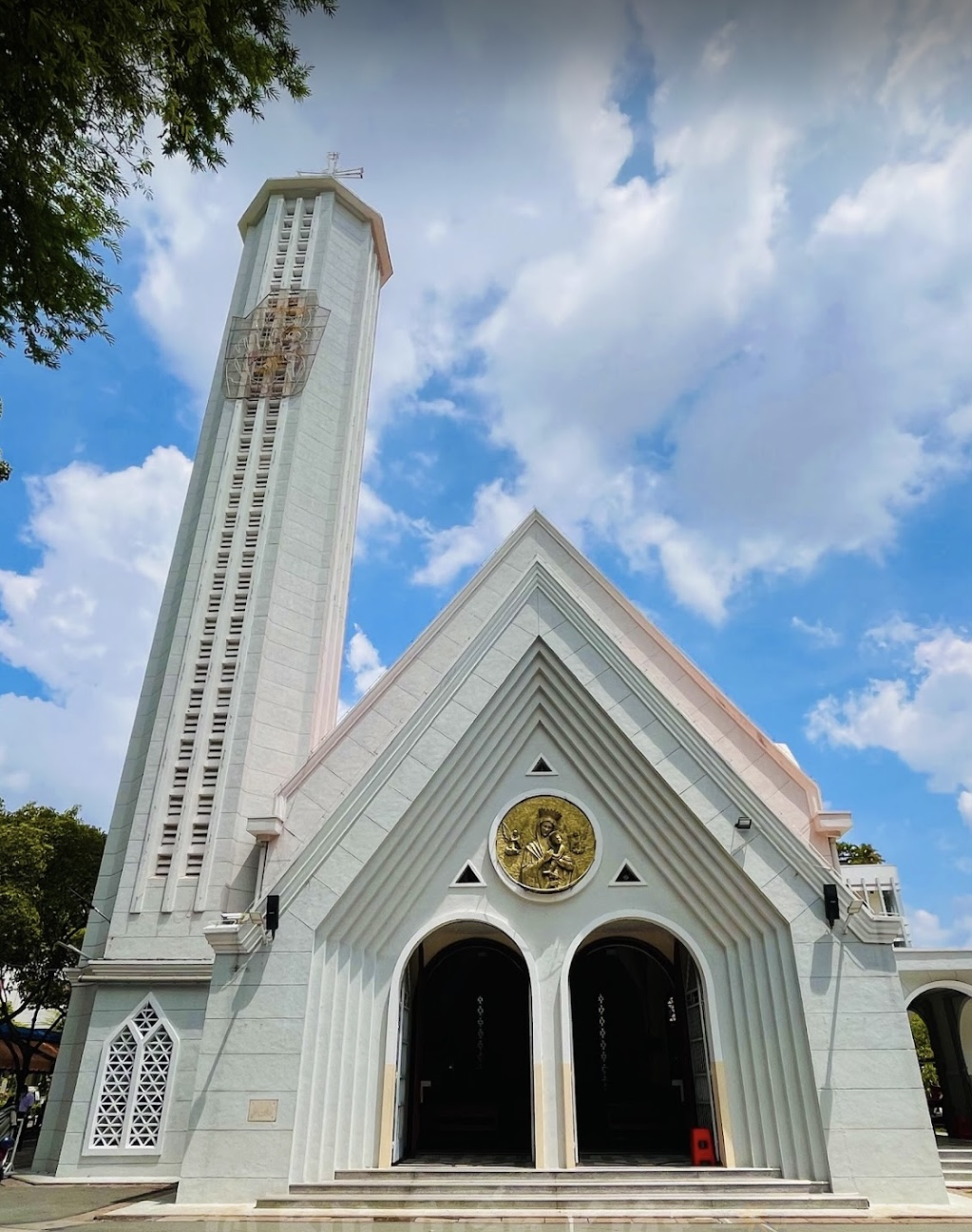
Mặt tiền của Nhà thờ Kỳ Đồng

Cung Thánh huyền bí nhưng vẫn giữ được sự đơn giản với bức tượng chịu nạn Chúa Giêsu, chính là trung tâm để dân Chúa tìm đến Đức Mẹ để chiêm ngắm và cầu nguyện. Khu vực xung quanh Nhà thờ rộng lớn, với nhiều cây cối lớn, tạo nên không gian thiêng liêng và yên bình. Hàng loạt các đài hoa được cất giữ xung quanh tượng Đức Mẹ Lộ Đức, để mọi người đến đó dâng kính và cầu nguyện.
Nhà thờ Đức Mẹ Hằng Cứu Giúp còn được biết đến với tên gọi khác là Nhà thờ Dòng Chúa Cứu Thế Sài Gòn hay Nhà thờ Kỳ Đồng, là một công trình kiến trúc tuyệt đẹp và đầy sức hút, mang đến cho khách tham quan cảm giác vừa trang trọng, vừa yên tĩnh để tìm đến Đức Mẹ để cầu nguyện.

## Vụ Phóng hỏa Nhà thờ năm 2020
Vào chiều 25/6/2020 một nam thanh niên mặc đồng phục xe ôm đã tới Nhà thờ giáo xứ Đức Mẹ Hằng Cứu Giúp. Nhưng người này đã có hành động khá kỳ quặc khi lấy ra một chai nhựa chứa tinh thể lỏng giấu sẵn và đổ ra ghế gỗ trước khi châm lửa và bỏ lại chậm rãi rời khỏi hiện trường.
May mắn cho đám cháy đã được dập tắt bởi một số giáo dân có mặt tại đó. Ngay sau đó, kẻ gây rối đã bị bắt giữ và bàn giao cho công an Phường 9, Quận 3, TP. Hồ Chí Minh để tiến hành xử lý.
Các cơ quan chức năng đã có mặt tại hiện trường và phối hợp với cha xứ và ban quản lý nhà thờ lập biên bản vụ việc. Rất may là không có thiệt hại về tài sản hay sức khỏe con người xảy ra trong vụ việc này.
1. ↑  "Nhà thờ Kỳ Đồng".
2. ↑  "Nhà thờ Dòng Chúa Cứu Thế Sài Gòn".
3. ↑  "Nhà thờ Dòng Chúa Cứu Thế Sài Gòn".
4. ↑  "Sự thật về vụ cháy trong nhà thờ giáo xứ Đức Mẹ Hằng Cứu Giúp".